# Colinesterasa
La colinesterasa es un término que se refiere a una de las dos siguientes enzimas : 
- La acetilcolinesterasa (EC 3.1.1.7), también llamada Colinesterasa de glóbulo rojo (CGR), colinesterasa eritrocítica, o (más formalmente) acetilcolina acetilhidrolasa, se encuentra principalmente en sangre y sinapsis nerviosas.
- La pseudocolinesterasa (EC 3.1.1.8), también conocida como colinesterasa sérica, butirilcolinesterasa, o (más formalmente) acilcolina acilhidrolasa, se encuentra principalmente en el hígado.

Ambos compuestos catalizan la hidrólisis del neurotransmisor acetilcolina sobrante en el espacio sináptico en colina y ácido acético, reacción necesaria para permitir que la neurona colinérgica retorne a su estado de reposo después de la activación, evitando así una activación excesiva causada por la acetilcolina, que produciría una sobreestimulación del efector y, como consecuencia, daño en la neurona o músculo.
La diferencia entre los dos tipos de colinesterasa está en sus respectivas preferencias por sustratos: la primera hidroliza acetilcolina más rápido; la segunda hidroliza butirilcolina más rápido.

## Inhibidores de colinesterasa Farmaco
Un inhibidor de la colinesterasa se conoce como un anticolinesterásico. Debido a su función esencial, los productos químicos que interfieren con la acción de la colinesterasa son potentes neurotoxinas, causando excesiva salivación y ojos llorosos en bajas dosis, seguido por espasmos musculares y finalmente muerte. Más allá de las armas bioquímicas, los anticolinesterásicos son también utilizados en anestesia o en el tratamiento de miastenia gravis, glaucoma y enfermedad de Alzheimer. La fisostigmina es un inhibidor natural de la AchE.
Plaguicidas de Síntesis de Naturaleza Fosfática: los plaguicidas fosfatados se unen a la colinesterasa impidiendo la acción de descomposición de la acetilcolina. 

### Inhibidores de la colinesterasa
- Veneno de serpiente
- Gas sarín
- Gas VX
- Novichok
- Clorpirifos
- Aldicarb: un compuesto químico perteneciente a la familia de los carbamatos, empleado fundamentalmente como insecticida y altamente tóxico en los humanos.
- Metomil: un insecticida a base carbamatos usado para el control de plagas en hortalizas.
- Glucoalcaloides como la solanina, tomatina
- Plaguicidas de Síntesis de Naturaleza Fosfática (organofosforado).
- Medicamentos contra el Alzheimer, Exelon, etc.